# 핵천체물리학
핵천체물리학(核天体物理学)은 천체물리학과 핵물리학의 한 분야이다.
연구 분야는 초신성 폭발 등 우주에서의 원소 합성에 대한 것이며, 2008년에는 우주핵물리연락협의회가 설립되었다.

## 같이 보기
- 핵물리학
- 천체물리학
- 핵합성